# Книга на Иова
Книга на Иова (или Книга на Йов) е книга от Кетувим (част от еврейския Танах) и първата поетична книга от Стария завет на християнската Библия. Книгата открито засяга проблема на теодицеята – защо Бог допуска невинни хора да страдат и е богата теологична творба. Счита се за една от най-популярните книги в Библията, а Алфред Тенисън дори я определя като „най-великата поема на древността и съвремието“.
Книгата започва с представяне на Йов – описан като богат, благословен човек, който се страхува от Бог и живее праведно. Но Сатаната оспорва почтеността на Йов и Бог оставя Йов в ръцете на Сатаната и за Йов започва трагедия: той загубва децата си, богатството си и здравето си. Основната част от текста се състои от разговор на Йов с тримата му приятели, относно това, защо Йов бива наказван по този начин и завършва с отговор на Бог.

## Структура
Книгата на Йов се състои от пролог, монолози, диалози и епилог:
1. Пролог в две сцени – първата на Земята и втората на Небето ([Книга на Иова 1:-2]
2. Откриващ монолог на Йов – считан за мост между пролога и диалозите или като начало на самите цикли от диалози между Йов и неговите трима приятели.
- Първи цикъл

Елифаз ([Книга на Иова 4:-5] и отговорът на Йов [Книга на Иова 6:-7]
Валдад (8) и Йов ([Книга на Иова 9:-10])
Софар (11) и Йов ([Книга на Иова 11:-12])
- Втори цикъл

Елифаз (15) и Йов ([Книга на Иова 16:-17])
Валдад (18) и Йов ([Книга на Иова 19:])
Софар (20) и Йов ([Книга на Иова 21:])
- Трети цикъл

Елифаз (22) и Йов ([Книга на Иова 23:-24])
Валдад (25) и Йов ([Книга на Иова 27:-27])
3. Три монолога:
- Поема за мъдростта (глава 28)
- Затварящ монолог на Йов (глава 29 – 31)
- и Речите на Елиу (глави 32 – 37)

4. Две речи на Бог (глави 38:1 – 40:2 и 40:6 – 41:34, 42:7 – 8), с Отговорите на Йов
5. Епилог – (глави 42:9 – 17).

### Пролог на земята и на небето
Прологът представя Йов като праведен човек, благословен с богатство, синове и дъщери. Историята преминава към Рая, където Бог пита Сатаната за мнението му за благочестието на Йов. Сатаната му отговаря, че Йов е благочестив и праведен само защото Бог го е благословил и ако Бог отнеме благословията си, Йов със сигурност ще го прокълне. Така Бог дава разрешение на Сатаната да отнеме цялото богатство на Йов и да убие всичките му деца и слуги. Въпреки това Йов продължава да величае Бог: „Гол излязох из утробата на майка си; гол ще и да се върна там. Господ даде, Господ отне; да бъде благословено Господнето име.“ [Книга на Иова 1:21] Бог разрешава на Сатаната да покрие тялото на Йов с циреи. Така Йов стои страдащ в пепелта и жена му го моли да прокълне Бог и да умре, но той и отговаря: „доброто ще приемаме от Бога, и да не приемаме и злото?“ ([Книга на Иова 2:10]).

### Откриващ монолог на Йов и речи на приятелите му
Йов прокълнава деня, в който се е родил и иска да умре, но дори и това му е отнето. Неговите трима приятели – Елифаз, Валдад и Софар го утешават. Те са убедени, че Йов страда, защото е грешен и че Бог не кара невинните да страдат и го карат да поиска прошка от Бог. Йов отговаря с презрение, смята неговите събеседници за жалки утешители, а Бог за несправедлив след като го наказва толкова жестоко, търпението в страданието за невъзможно и че създателят не бива да приема своите създания толкова лековорно и да ги напада с такава ярост.
Отговорите на Йов представят едни от най-радикалните мнения на израелската теология в еврейската библия. Йов престава да говори за благочестието си и започва да кори Бог за неспаведливия му гняв към него. Той вижда Бог освен всичко друго и като интрузивен и задушаващ (7:17 – 19), непрощаващ и фокусиран към унищожението на човешка мишена (7:20 – 21), ядосан (9:13; 14:13; 16:9; 19:11), фиксиран към наказанието (10:13 – 14) и враждебен и унищожаващ (16:11 – 14). Впоследствие преминава от неправдата, която преживява към управлението на света от Бог. Йов твърди, че нечестивите се възползват от нуждаещите се и безпомощните, които остават в своите трудности, но Бог не прави нищо за да ги накаже (24:1 – 12).

### Три монолога: Поема за мъдростта, закриваща реч на Йов и речите на Елиу
Диалогът между Йов и неговите приятели е последван от поема („Химн за мъдростта“) за невъзможността за достигане до мъдростта: „къде може да бъде открита мъдростта?“ и фактът, че тя е скрита от човека (глава 28). Йов прави съпоставка между предишния си благодетен живот и сегашното си състояние – аутсайдер, подиграван и в болки. Той изявява своята невинност, обявява принципите, по които е живял и настоява Бог да му отговори. Елиу (герой, който не е споменаван преди това) се намесва за да предупреди, че мъдростта идва от Бог, който я разкрива на човек чрез сънища и видения.

### Две речи на Бог
Гласът на Бог се появява от буря. Неговите речи нито обясняват страданията на Йов, нито защитават божествената справедливост, нито влизат в конфронтацията, за която Йов настоява, нито отговарят на твърденията му за невинност. Вместо това контрастира на слабостта на Йов с божественото знание и всемогъщество: „Де беше ти когато основах Земята?“ [Книга на Иова 38:4]. Йов отговаря, но речта на Бог продължава без да се обръща към него директно. В глава 42:1 – 6 Йов отправя финалния си отговор, признавайки Божията сила и собственото си незнание: „За неща пречудни за мене, които не съм познавал“. Преди това той само е чувал за Бог, но сега го е видял с очите си и: „За това, отричам се от думите си, И се кая в пръст и пепел“

### Епилог
Бог говори на Елифаз и неговите приятели, че те не са говорили правилно за него както е говорил Йов. На тримата се казва (Елиу не е споменат тук) да принесат за всеизгаряне седем телци и седем овни, а Йов да се помоли за тях. Йов е изведен от мъките си, възвръща богатството си, здравето и семейството и живее до четвърто поколение на децата си.

## Съчиняване

### Авторство, език, текстове
Йов се появява в Книгата на Езекиел от 6 век пр.н.е. като човек от древността, благословен заради своята праведност и авторът на книгата на Йов вероятно за това е избрал него като централен герой в своята история. Еврейските традиции приписват авторството на Моисей, но модрните учени отхвърлят това твърдение и смятат, че книгата е написана между 7-и и 4 век пр.н.е., като най-вероятен период определят 6 век пр.н.е. поради различни причини. Анонимният автор почти със сигурност е бил израелтянин, въпреки че историята му се развива извън Израел – в южна Идумея или северна Арабия и дори създава илюзии за още по-далечни места като Месопотамия или Египет.
Езикът на Йов се отличава силно с консервативното си произношение и с изключителното си разнообразие от думи и словосъчетания, които не се намират никъде другаде в Библията. Библейският коментатор от 12 век Ибн Езра стига до заключението, че книгата трябва да е написана на друг език и преведена на иврит, а много от учените през 20 век издирват оригинала на арамейски, арабски или едомитски. По-близък анализ обаче установява, че чуждите думи и странните словосъчетания са създадени, за да придадат автентичност на отдалечената базираност на книгата.
Йов съществува в много форми: от еврейската Масора, гръцката Септуагинта (създадена в Египет в последните векове преди новата ера) и в арамейски и еврейски ръкописи от Кумранските ръкописи.

### Йов и литературата за мъдростта
Книгата на Йов, Еклесиаст и Книга Притчи Соломонови принадлежат към жанра на литература за мъдростта, като самите те споделят перспектива наречена „пътят на мъдростта“. Мъдрост в случая означава начин на мислене и обем от знание, което се придобива чрез това мислене, както и умението да го приложиш към живота. Тази мъдрост се придобива чрез човешки усилия и като дар от Бог, но никога в целия и обем – освен от самия Бог. Трите книги споделят много нагласи и предположения, но се различават в изводите си: Притчите Соломонови например изразяват уверени твърдения за света и неговото функциониране, които обаче не съвпадат с тези книгата на Йов и Еклесиаст. Литературата за мъдростта от Шумер и Вавилон датира от 2-ро хилядолетия пр.н.е. Някои древни текстове от Месопотамия и Египет предлагат паралели към книгата на Йов и въпреки че е невъзможно да се каже дали авторът на Йов е бил повлиян от тях, тяхното съществуване предполага, че той е бил наследник на дълга традиция от рефлекция върху безпричинното страдание.

## Теми
Книгата на Йов е изследване на проблема за божествената справедливост. Този проблем известен с термина теодицея се отразява във въпроса: „защо праведните страдат?“. Конвенционалният отговор в древен Израел е, че Бог награждава добродетелта и наказва греха. Това предполага свят, в който човешките действия и избори са морално важни, но опитът показва, че често страданието е незаслужено.
Библейската идея за добродетелта е заложена в Бог, който прави завет за общностно благополучие и праведните са тези, които инвестират в обществото, показвайки особена загриженост за бедните и нуждаещите се. Тяхната антитеза са грешните, които са алчни и егоистични. Сатаната повдига въпроса дали съществува нещо като незаинтересована праведност: Ако Бог награждава праведните с благополучие, то няма ли хората да действат праведно от чисто егоистични мотиви? За това той моли Бог да провери това като отнеме благополучието на Йов – най-праведният от всички служители на Бог.
Книгата започва с рамков разказ, даващ на читателя всезнаещия поглед на Бог, който представя Йов като човек на примерна вяра и благочестие и човек, който се бои от Бог и бяга от нечестието. Контрастът между рамковия разказ и монолозите и диалозите, в които Йов никога не разбира за откриващите сцени в Рая и причините за неговото страдание, създава усещане за драматична ирония между божествения промисъл и човешкото виждане за „безпричинното“ страдание на Йов.
В поетичните диалози приятелите на Йов виждат неговото страдание и предполагат, че би трябвало да е виновен, защото Бог е справедлив. Йов обаче, който знае, че е праведен, смята, че Бог е несправедлив. Той запазва своето благочестие през целия разказ (като контрапункт на твърдението на Сатаната, че благочестието му се дължи на очакването за награда), но още от първата му реч става ясно, че е съгласен с приятелите си, че Бог трябва да награждава праведните. Елиу отрича твърденията и на двете страни: Йов не е прав да обвинява Бог в несправедливост, защото той е по-велик от човека, а освен това и неговите приятели не са прави относно страданието, което е далеч от наказание и може да спаси „скърбящите от тяхната скръб“ и да ги направи по-податливи за откровение.
Глава 28, наричана химн на мъдростта, представя друга тема – божествената мъдрост. Химнът не поставя никакъв акцент върху справедливостта, а набляга върху невъзможността за придобиване на цялата мъдрост. Мъдростта не може да бъде измислена или поръчана; единствено Бог знае смисълът на света и той го предава на тези, които живеят в благоговение пред него. Бог притежава мъдрост, защото разбира сложността на света (28:24 – 26) – тема, която се свързва последвалата божия реч в глави 38 – 41, където се задава въпроса: „Къде беше ти, когато…“.
Когато Бог най-после проговаря, Той нито дава причина за страданията на Йов, нито защитава своето правосъдие. Първата Му реч се концентрира върху ролята Му за внасяне на ред във Вселената. Списъкът от неща, които Бог може да прави, а Йов не, демонстрира божествената мъдрост, защото редът е в сърцето на мъдростта. След това Йов признава липсата си на знание за функционирането на вселената и липсата на умения за владеенето им. Втората реч се концентрира върху ролята на Бог в контролирането на Бегемот и Левиатан, често превеждани като хипопотам и крокодил, но всъщност те отразяват древни космически същества, показващи божествената мъдрост и сила. Отговорът на Йов към последната реч на Бог е по-дълъг и сложен от първия му. В общи линии той признава, че е сбъркал като е предизвикал Бог и се кае в „пръст и пепел“ (42:6). Поради сложността на иврит обаче краят може да се разбира и обратно – че Йов съжалява, че се е покаял и че не отказва от нито един от аргументите си. В последната част от книгата Бог възвръща здравето, просперитета и богатството на Йов, което индикира, че божествената справедливост за възнаграждение на благочестивите остава непроменена.

## Късна интерпретация и влияние

### История на интерпретацията
В периода на втория йерусалимски храм Йов започва да се трансформира в по-търпелив, а страданието му като тест за благочестие и реабилитиране в името на величието на Бог. Процесът на „освещаване“ на Йов започва още от гръцката Септуагинта и продължава нататък, като Йов се превръща в герой на търпението. Този прочит обръща малко влияние на Йов от частта с диалозите с неговите приятели и тази традиция се продължава от Яков Алфеев в Посланието на Яков от Новия Завет, където Йов е представен като човек, чието търпение и издръжливост тряба да се следват от вярващите. Когато се появява християнството, то започва да интерпретира Йов 9:23 – 29 (стихове за „спасител“, за който Йов се надява, че ще го спаси от Бог) като свидетелство за Христа, а по същото време основната теза на юдейството е, че Йов е богохулник, като някои равини дори смятат, че е наказан правилно, защото е стоял мирно, когато фараонът е избил невинните юдейски деца.
Августин Блажени смята, че Йов е предсказал идването на Исус Христос, а Григорий I го дава като пример за живот достоен за уважение. Моисей Маймонид обявява историята на Йов за притча, а Тома Аквински пише подробен коментар за нея и я определя като чиста история. По времето на Реформацията Мартин Лутер подчертава, че признанието на Йов за неговата грешност и безполезност само подчертават неговата святост, а чрез Йов Жан Калвин демонстрира доктрината за възкресението и абсолютното наличие на божествена справедливост.

### В музиката, изкуството, литературата и киното
Книгата на Йов оказва изключително влияние върху културата на Западния свят. Музикалните теми за Йов се появяват в цикъла от мотети на Орландо ди Ласо от 1565 година и в ораторията Месия на Георг Фридрих Хендел от 1741 година.
Писатели, които са силно вдъхновени от Йов, включват Джон Милтън, Фьодор Достоевски (Братя Карамазови), Франц Кафка (Процесът), Карл Юнг (Отговор на Йов), Йозеф Рот и Бърнард Меламъд. В киното книгата на Йов повлиява братя Коен и най-вече филма им от 2009 година – Сериозен човек, който е номиниран за два Оскара. Дървото на живота от Терънс Малик също е силно повлиян от Йов, като дори филмът започва с цитат от речта на Бог към Йов. Левиатан от 2015 година на Андрей Звягинцев също прави паралели с историята за Йов. Друг филм, в който книгата на Йов играе основна роля в сюжета е датският Ябълките на Адам (2005) с Мадс Микелсен в главната роля.